# Copland (cratère)
Pour les articles homonymes, voir Copland.
Copland est un cratère d'impact présent sur la surface de Mercure.
Le cratère fut ainsi nommé par l'Union astronomique internationale en 2010 en hommage au compositeur américain Aaron Copland.
Son diamètre est de 208 km. Il se situe dans le quadrangle d'Hokusai (quadrangle H-5) de Mercure.